# Matam (Sénégal)
Pour les articles homonymes, voir Matam.
Matam est une ville du Sénégal, située à 410 km à l'est de Saint-Louis. C'est le chef-lieu de la région de Matam.

## Histoire
Matam a été fondée par Farba Boubou Samba Gaye, vers 1512. 

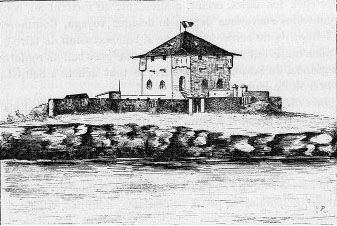
Le poste de Matam (1890).
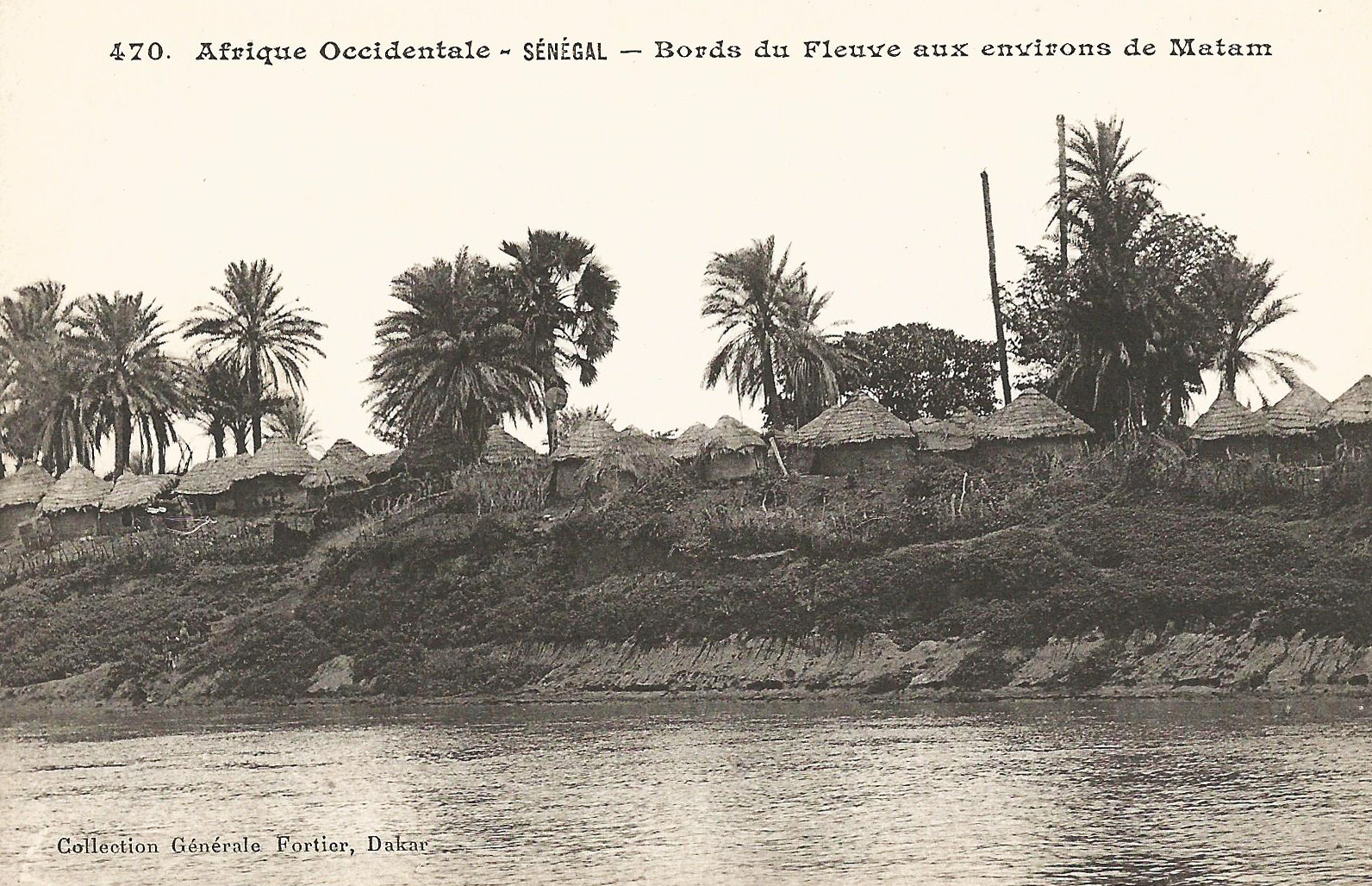
Bords du fleuve aux environs de Matam (AOF).

Une école française y a été créée en 1918.
La ville a été érigée en commune en 1952.

## Administration
Le maire actuel de la commune est Mamadou Mory Diaw, qui remplace Abdoulaye Dramé (devenu président du Conseil régional de Matam).

## Géographie
Matam est une bourgade agricole qui s'étend le long du fleuve, face à la Mauritanie, de part et d'autre du centre qui a une vocation plus commerciale. Elle a donné son nom à un département ensuite devenu Région de Matam.
Les localités les plus proches sont Tiambe, Tiguere Soubalbe, Tiguere Yene, Diamel et Navel.
Dakar, la capitale, se trouve à 693 km.

### Population et démographie
Les habitants sont principalement des Peuls ou Halpoulaars.
Lors des recensements de 1998 et 2002, Matam comptait respectivement 10 722 et 14 620 habitants.
En 2007, selon les estimations officielles, la population de la ville s'élevait à 17 324 personnes.
En 2017, la population  de la région de Matam  est estimée à : 654 951   habitants répartir ainsi : les hommes : 323 187, les femmes : 331 794 avec un taux de 1,1  pour cent au niveau national (selon les chiffres officiels de l'Agence nationale de la statistique et de la démographie (ANSD) 2017 ).

### Économie
La région de Matam au Sénégal offre d'importantes opportunités économiques : l’agriculture et l’élevage constituent les principales activités, avec un degré d’intensification variant fortement en fonction de la proximité du fleuve Sénégal. Les cultures pratiquées sont le riz, le maïs, le sorgho et le maraîchage (tomates, oignons, patate douce, gombo…).
Le milieu confère au bassin du fleuve Sénégal un avantage par rapport à de nombreuses autres régions agricoles : en plus des températures élevées et d’une forte exposition au soleil, l’eau est disponible en grande quantité et la qualité des sols est favorable.
Grenier potentiel du pays, cette région souffre cependant de son enclavement et de la forte désertion de sa jeunesse qui migre massivement vers les grandes villes ou à l'étranger. 
Source: Fonds d'Appui aux Initiatives locales à Matam (FAIL)

### Culture
les cultures locales reflètent l'origine et l'histoire de la population.
La bibliothèque régionale de Matam dite « Bibliothèque du bout du monde » qui abrite environ 3000 ouvrages a été classée par le Ministère de la Culture et du Patrimoine historique le 12 mars, avant construction du « Centre culturel régional de Matam »

### Climat
Matam possède un climat semi-aride chaud (Classification de Köppen BShw) à saison sèche « hivernale ». Il y a deux saisons : la longue saison sèche qui dure d'octobre à juin inclus et la courte, variable saison des pluies qui se limite à trois mois à peine, de juillet à septembre inclus, dont la durée et l'intensité sont sujettes à de grandes irrégularités inter-annuelles. Les précipitations moyennes annuelles sont de 369 mm, et tombent presque exclusivement pendant l'hivernage, alors que les autres mois sont d'une sécheresse absolue. Le climat est ultra-chaud : avec une température moyenne annuelle supérieure à 31 °C (maxima moyen : 38,5 °C ; minima moyen : 23,8 °C), Matam est un des endroits les plus chauds du globe à l'année ; la fin de la saison sèche, de mars à juin inclus, correspond à l'été thermique, lequel est très long et torride avec une température moyenne maximale supérieure à 40 °C qui atteint son paroxysme en avril et en mai avec 44 - 45 °C et un second pic de chaleur, moins important, se produit au début de la saison sèche en octobre - novembre, où la température atteint souvent 40 - 42 °C.
| Mois                              | jan. | fév. | mars | avril | mai  | juin | jui. | août | sep. | oct. | nov. | déc. | année |
| --------------------------------- | ---- | ---- | ---- | ----- | ---- | ---- | ---- | ---- | ---- | ---- | ---- | ---- | ----- |
| Température minimale moyenne (°C) | 17,6 | 19,7 | 22,7 | 26    | 28,3 | 28,1 | 26,6 | 25,6 | 25,3 | 25,5 | 21,7 | 18,4 | 23,8  |
| Température moyenne (°C)          | 25,6 | 28,1 | 31,7 | 34,7  | 36,1 | 34,8 | 32,1 | 30,5 | 30,7 | 32,3 | 30,3 | 26,9 | 31,1  |
| Température maximale moyenne (°C) | 33,7 | 36,6 | 40,7 | 43,4  | 44   | 41,6 | 37,5 | 35,4 | 36,1 | 39,1 | 38,9 | 35,4 | 38,5  |
| Ensoleillement (h)                | 279  | 261  | 312  | 311   | 305  | 282  | 273  | 236  | 246  | 274  | 271  | 270  | 3 320 |
| Précipitations (mm)               | 0    | 1    | 0    | 0     | 1    | 5    | 87   | 133  | 98   | 21   | 2    | 1    | 369   |

## Jumelages
La ville de Matam est jumelée avec Dakar :
- Dakar (Sénégal)
- Mantes-la-Jolie (France)
- Firminy (France)

## Personnalités liées à la commune
- Cheikh Hamidou Kane, ancien ministre des forces armées du Sénégal
- Mamadou Niang, footballeur
- Malick Fall (1968-2023), footballeur international sénégalais, est né à Matam.
- Souleymane Niang, Professeur de mathématiques à l'UCAD, est né en 1931 à Matam. Grand frère de l'imam thierno Bayla Niang.
- Mamadou Dia, cinéaste, est né à Matam.
- Babaly Almamy ly  medecin psychiatre est né à Matam
- Tidiane Ly ancien gouverneur de régions est né à Matam
- Colonel Ciré Ly est né à matam